# Кирнасовский, Борис Ефремович
Бори́с Ефре́мович Кирнасо́вский (1918—1986) — советский дипломат. Чрезвычайный и полномочный посол.

## Биография
Член ВКП(б).
- В 1950—1953 годах — сотрудник центрального аппарата МИД СССР.
- В 1953—1955 годах — сотрудник посольства СССР в Индии.
- В 1955—1958 годах — сотрудник центрального аппарата МИД СССР.
- В 1958—1964 годах — советник посольства СССР в Индонезии.
- С 21 октября 1964 по 21 июня 1968 года — чрезвычайный и полномочный посол СССР в Лаосе.
- В 1968—1970 годах — сотрудник центрального аппарата МИД СССР.
- С 10 ноября 1970 по 26 мая 1975 года — чрезвычайный и полномочный посол СССР в Непале.
- В 1975—1978 годах — на руководящей работе в центральном аппарате МИД СССР.
- С 18 декабря 1978 по 26 июня 1981 года — чрезвычайный и полномочный посол СССР в Эфиопии.
- С 18 декабря 1981 по 19 ноября 1985 года — чрезвычайный и полномочный посол СССР в Шри-Ланке и в Мальдивской Республике по совместительству.

Похоронен на Кунцевском кладбище в Москве.

## Награды
- Орден Трудового Красного Знамени (31 декабря 1966)
- Орден Трудового Красного Знамени (22 октября 1971)[1]
- Почётная грамота Президиума Верховного совета РСФСР